# Гордана Ђурић
Гордана Ђурић (Драгиње, 2. јул 1958 — август 1999) била је српска песникиња ромске националности.

## Биографија
Рођена је 2. јула 1958. године у селу Драгиње. Живела је у Јеленчи крај Шапца, где се породица преселила убрзано након њеног рођења. Врло рано је показала склоност ка поезији, а песме су јој штампане у неколико заједничких збирки.
Њену самосталну збирку песама „Рањено срце” („Dukhaldo ilo”) на ромском језику, издало је Друштво Војводине за језик књижевност Рома у Новом Саду 1989. године. С једне стране, била је потпуно интегрисана у српску књижевну сцену, где је учествовала у читању поезије и припадала клубовима писаца и књижевним круговима. С друге стране, њени књижевни изрази били су чврсто укорењени у ромској култури, а текстови, иако универзални у погледу тема које су обрађене, писани су на ромском.

## Убиство
Гордану Ђурић убили су албански екстремисти на Kосову и Метохији 1999. године. Породица Гордане Ђурић је три године трагала за песникињом која је нестала 25. августа 1999. године на путу за Грачаницу, где је, како су касније сазнали, требало да учествује на књижевној вечери. Тело јој је пронађено 27. августа у селу Бело Поље код Подујева и сахрањено на гробљу Драгодан у Приштини. Приликом обдукције 2. септембра 1999. утврђено је да је смрт наступила насилно услед дављења. Горданину блузу и сукњу препознао је њен брат, Живослав Јовановић, на излагању гардеробе несталих у Рударима 2002. године.